# Silverdale (Pennsylvanie)
Pour les articles homonymes, voir Silverdale.
Silverdale est un borough situé à l'ouest du comté de Bucks, en Pennsylvanie, aux États-Unis,. En 2010, il comptait une population de 4 249 habitants. Il est incorporé en 1893.

## Démographie
Lors du recensement de 2010, le borough comptait une population de 4 249 habitants. Elle est estimée, le 1er juillet 2019, à 831 habitants.

### Source de la traduction
- (en) Cet article est partiellement ou en totalité issu de l’article de Wikipédia en anglais intitulé « Silverdale, Pennsylvania » (voir la liste des auteurs).